# Josep Maria Torras i Ribé
Josep Maria Torras i Ribé   (Igualada, 1942) és un historiador català. És catedràtic emèrit de la Universitat de Barcelona, especialitzat en història moderna i en història de la societat i les institucions.

## Carrera
Va estudiar filosofia i lletres (secció d'Història) a la Universitat de Barcelona. Va ser deixeble de Joan Mercader i Riba i d'Emili Giralt. Es va doctorar l'any 1980, amb la qualificació de Premi Extraordinari de Doctorat. El seu llibre Els municipis catalans de l'Antic Règim (1983) és considerat una obra de referència respecte al sistema municipal de l'edat moderna a Catalunya. Com a resultat de les seves recerques sobre la guerra de Successió ha publicat els llibres La guerra de Successió i els setges de Barcelona (1999), Felip V contra Catalunya (2005), Misèria, poder i corrupció a la Catalunya borbònica (2020), i Botiflers de convicció i botiflers de conveniència (2024).
Ha estat vicepresident de la Societat Catalana d'Estudis Històrics (de l'IEC) i director del Centre d'Estudis Comarcals d'Igualada (CECI). Ha rebut la medalla de la Ciutat d'Igualada al Mèrit Cultural (1994) i el Premi d'Honor Ciutat d'Igualada (2018). Per la seva dedicació acadèmica ha estat guardonat amb els premis Cristòfor Despuig (1976), Sant Raimon de Penyafort (1977) i Ferran Soldevila (1981 i 2019). També ha rebut el Premi al Compromís Cultural, d'Òmnium Cultural (2006) i el Premi Sàpiens (2010) a la trajectòria docent i investigadora. L'any 2008 va ser elegit acadèmic corresponent de la Reial Acadèmia de Bones Lletres de Barcelona.

## Vida personal
És l'avi de l'actriu Llúcia Garcia.

## Obres publicades
- Evolució social i econòmica d'una família catalana de l'Antic Règim (1976)
- La revolució industrial a la comarca de l'Anoia (1979)
- Igualada. Una història en imatges (1982)
- Els municipis catalans de l'Antic Règim (1983)
- Curtidores y tenerías en Cataluña (1991)
- Camins i viatgers a la comarca de l'Anoia 1494-1834 (1991)
- La comarca de l'Anoia a finals del segle xviii (1993)
- Escrits polítics del segle xviii. Documents de la Catalunya sotmesa (1996)
- Poder i relacions clientelars a la Catalunya dels Àustria (1998)
- La Guerra de Successió i els setges de Barcelona (1999)
- Los mecanismos del poder. Los ayuntamientos catalanes durante el siglo XVIII (2003)
- Felip V contra Catalunya. Testimonis d'una repressió sistemàtica 1713-1715 (2005)
- Els oficis de la Pell a la Catalunya Preindustrial (2018)
- Misèria, poder i corrupció a la Catalunya borbònica, 1714-1808 (2020)
- Botiflers de convicció i botiflers de conveniència (2024)